# Bayraktar TB2
Bayraktar TB2 (česky vlajkonoš) je turecké bojové bezpilotní letadlo vyráběné společností Baykar. Bylo vojensky nasazeno během občanských válek v Sýrii a Libyi, v druhé a třetí válce o Náhorní Karabach, ve válce na východní Ukrajině a během ruské invaze na Ukrajinu.

## Historie

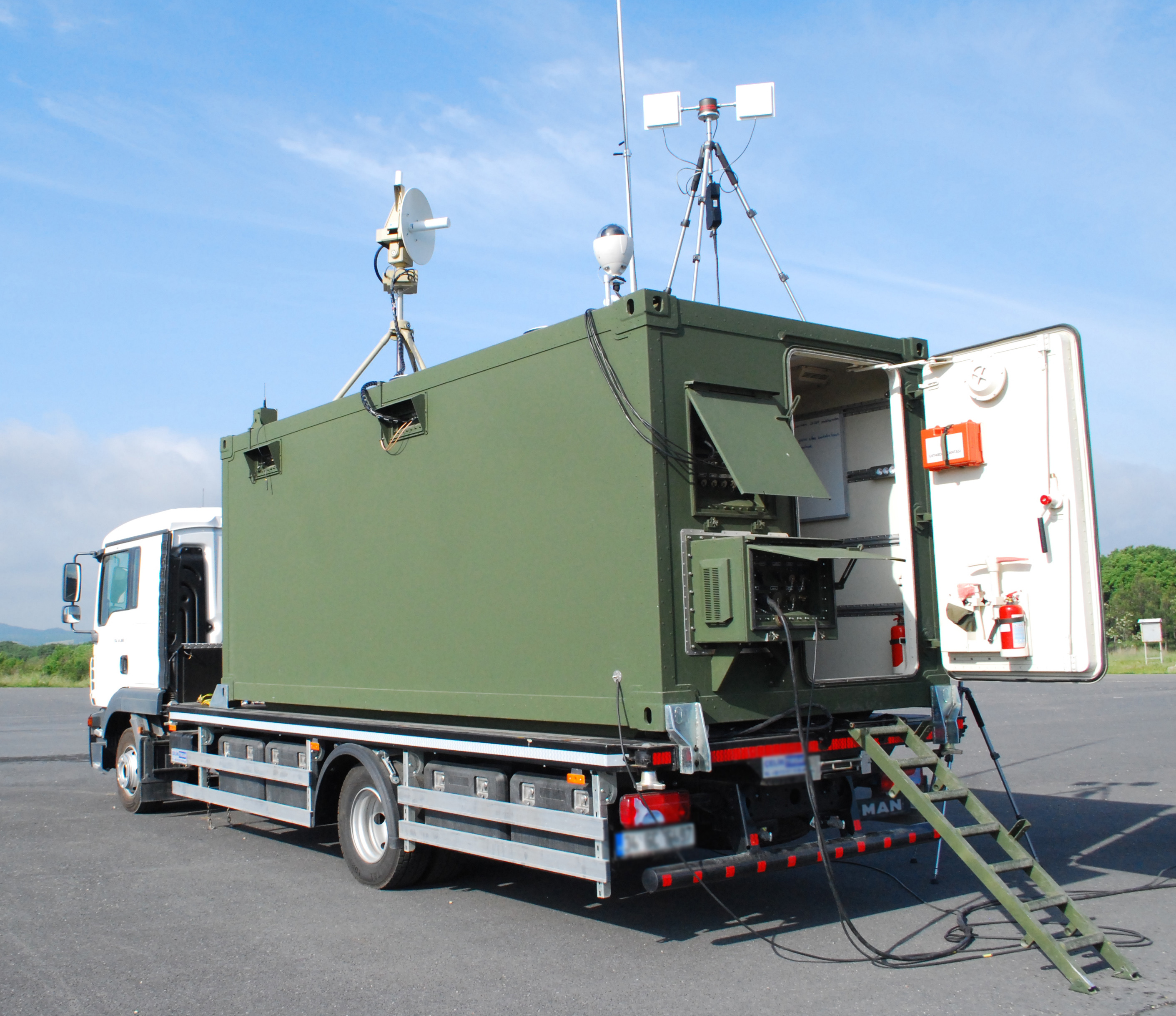
Mobilní pozemní řídící stanoviště systému Bayraktar

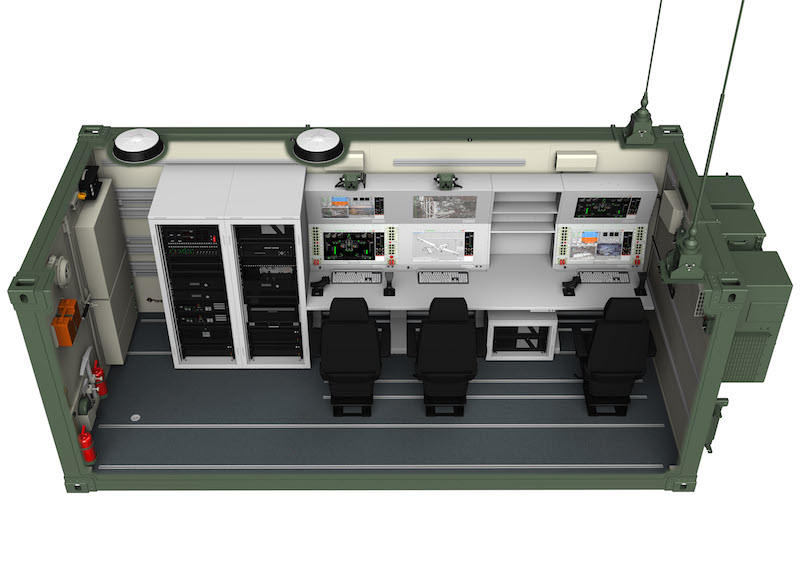
Řez kontejnerem pozemního řídícího stanoviště

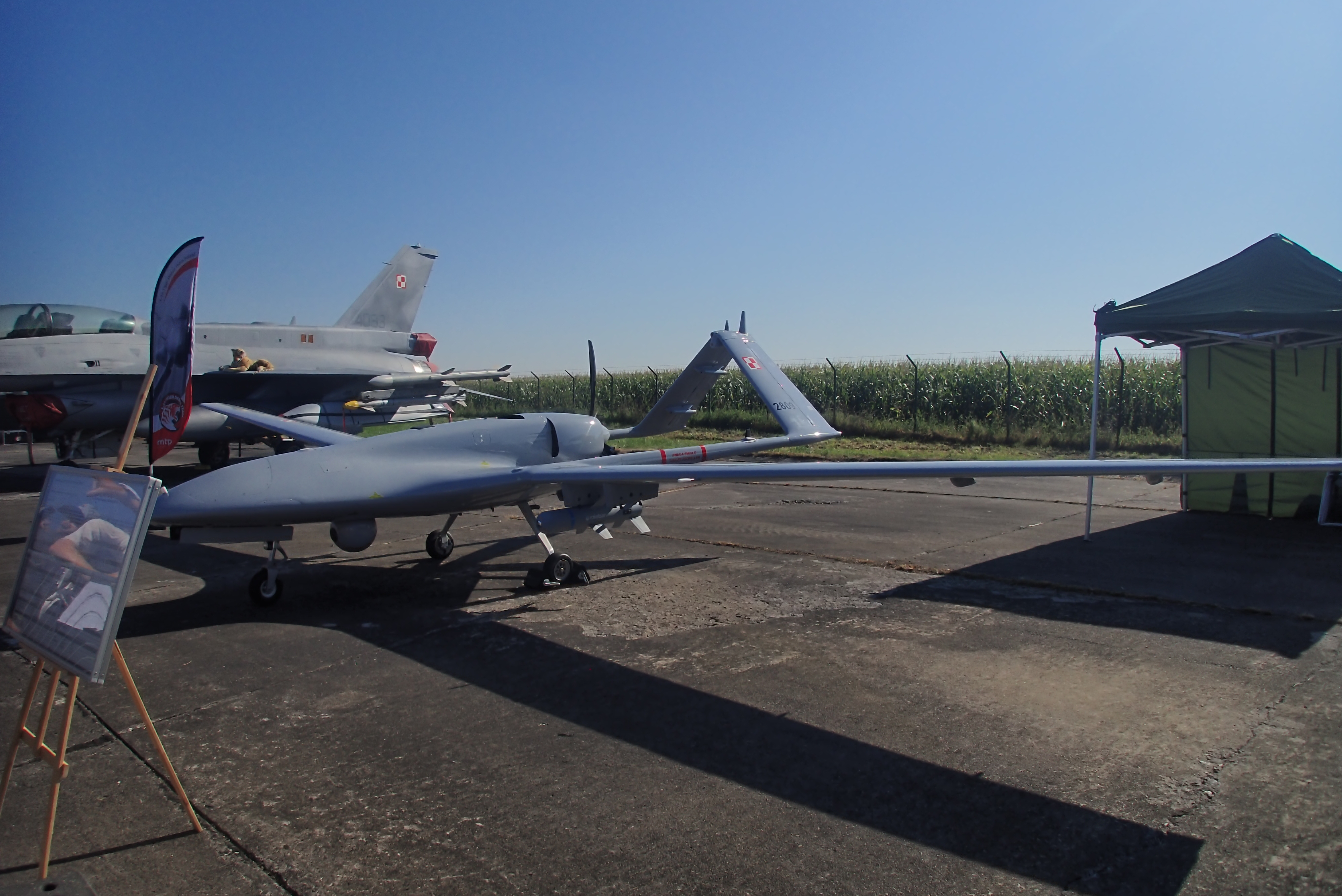
Polský Bayraktar TB2 na Dnech NATO 2023

Vývoj Bayraktaru byl započat americkým zákazem vývozu bezpilotních letounů do Turecka (kvůli obavám, že by byly použity proti Straně kurdských pracujících v Turecku i mimo něj). Předchůdcem Bayraktaru TB2 byl Bayraktar Çaldıran (Bayraktar TB1), vyvíjený od roku 2007 a do výzbroje turecké armády uvedený v roce 2011. Zařízení TB2 překonalo v červnu a srpnu 2014 světový rekord mezi bezpilotními letouny třídy taktických středních UAV po dobu letu. Na obloze byl ve výšce 8 km 24 hodin a 34 min. V roce 2014 byl TB2 poprvé použit v bojových podmínkách při operaci v turecké části Kurdistánu. Svůj název získal podle příjmení zakladatele společnosti Baykar Ozdemira Bayraktara (v překladu z turečtiny slovo Bayraktar  znamená vlajkonoš).
Poprvé tento dron vzlétl v roce 2014 poháněný čtyřválcovým motorem Rotax 912 o výkonu 75 kW s dvoulistou stavitelnou tlačnou vrtulí. Dne 26. listopadu 2021 Baykar oznámil, že systém TB2 dosáhl náletu 400 000 hodin.

## Služba

### Sýrie
Během ofenzívy syrských vojsk věrných prezidentovi Asadovi v Idlibu proti povstalcům v únoru a březnu roku 2020 došlo ke konfliktu mezi syrskými a tureckými oddíly, který vyústil smrtí několika tureckých vojáků. V následném protiúderu Turecko nasadilo letouny Bayraktar TB2 jak v útočné, tak i průzkumné roli. Podle tureckých armádních zdrojů zničili Turci v daném období 200 syrských obrněných vozidel, 50 dělostřeleckých a raketových systémů, 100 vozidel a až 3000 vojáků za ztráty dvou Bayraktarů.

### Libye
S tureckým angažmá v občanské válce v Libyi na straně Vlády národní jednoty se drony dostaly i do tohoto konfliktu. Podle nejmenovaných zdrojů ukrajinského webu Defense Express zde zničily 15 kompletů Pancir-S1.

### Ázerbájdžán
V říjnu a v listopadu 2020 Ázerbájdžánská armáda aktivně používala turecký Bayraktar TB2 v bojích o Náhorní Karabach. Zničeno bylo velké množství tanků, mobilních protiletadlových komplexů 9K33 OSA, 9K35 Strela-10 a dělostřelectvo. Armádě Republiky Arcach se také podařilo několik dronů sestřelit.

### Ukrajina

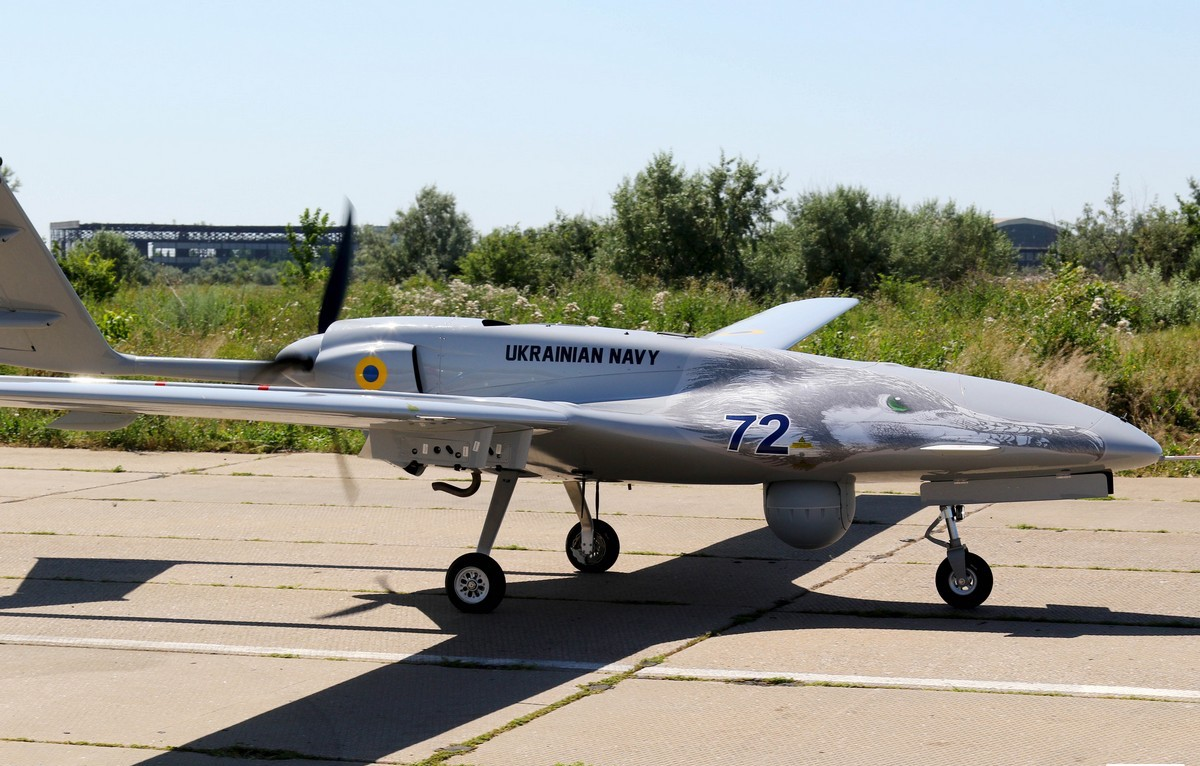
Bayraktar TB2 ze stavu Ukrajinského námořního letectva

Ukrajina své drony TB2 intenzivně nasadila po ruské invazi na Ukrajinu v únoru 2022. Mimo jiné byly nasazovány proti ruským protiletadlovým systémům. Ukrajinské ministerstvo obrany například zveřejnilo záběry, na nichž dron Bayraktar TB2 ničí ruský protiletadlový raketový systém 9K37 Buk.
Ukrajinské námořnictvo využívá své drony TB2 k narušování ruských operací v Černém moři, zejména v oblasti Hadího ostrova. Usnadnilo mu to potopení ruského raketového křižníku Moskva. Používá k tomu letouny posledních sérií mající třílistou vrtuli, infračervenou kameru pro noční operace a větší odolnost proti rušení. K prvnímu doloženému úspěšnému útoku došlo 2. května 2022, kdy TB2 u Hadího ostrova potopily dva ruské útočné čluny Projektu 03160 (třída Raptor) (později zničily ještě další dva). Dne 6. května 2022 přímo na ostrově zničily protiletadlový raketový systém Tor, což umožnilo letectvu jeho bombardování letouny Su-27. Druhý den TB2 zničily další systém Tor i s rychlou výsadkovou lodí Projektu 11770, která se jej právě chystala vyložit na Hadí ostrov. Dne 8. května 2022 TB2 na ostrově zničil přistávající vrtulník Mi-8.
Dle nezávislého webu Oryx ztratila Ukrajina během ruské invaze nejméně 24 Bayraktarů.

## Zajímavosti a rekordy

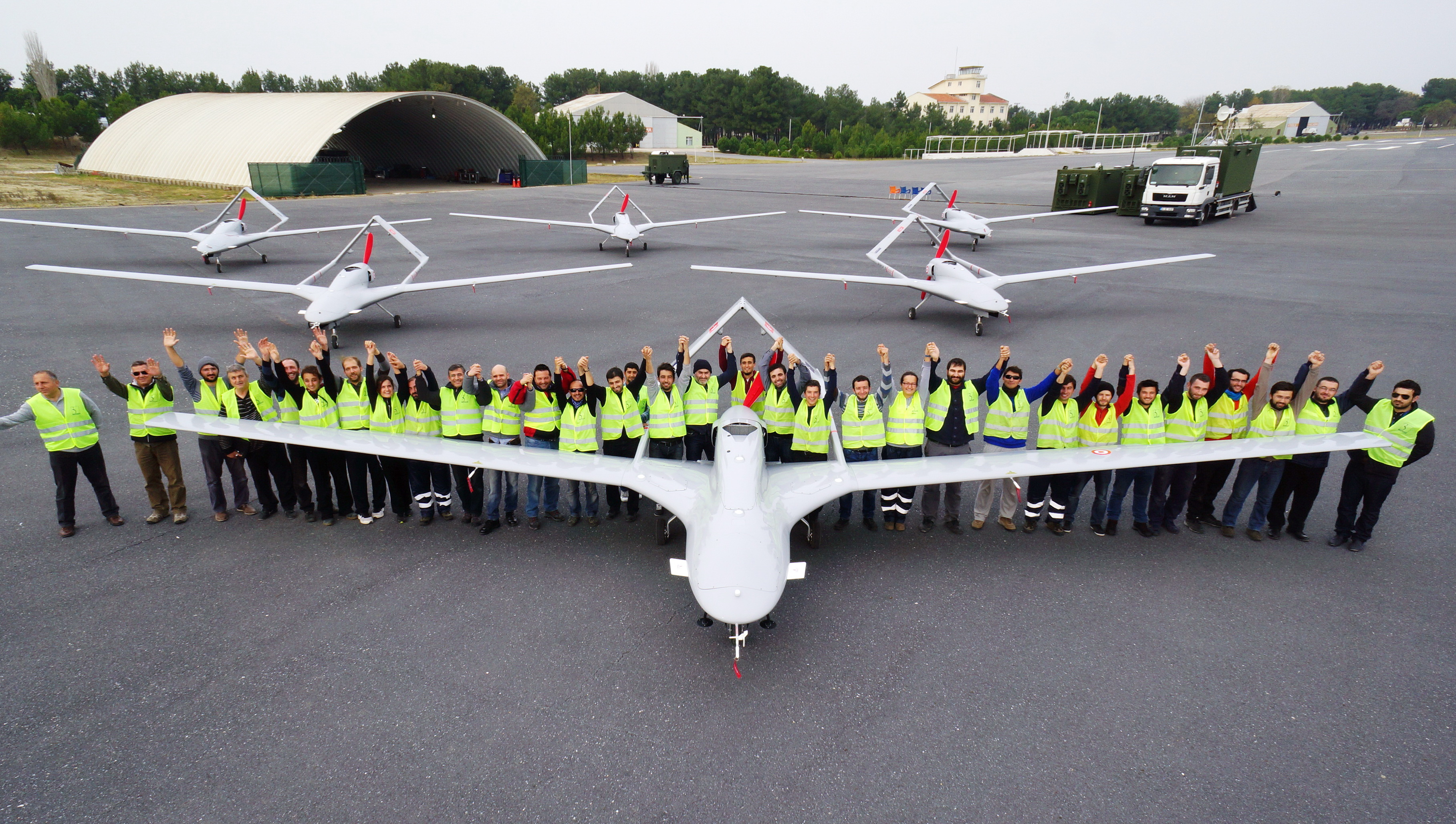
Tým Baykaru u Bayraktaru TB2 v roce 2014

- Dron se stal populární na Ukrajině, používá se pro pojmenování domácích mazlíčků a v textech písní. Píseň z roku 2022 s názvem „Bayraktar“ byla pojmenována po dronu. [10]
- Svůj název dron získal podle příjmení zakladatele společnosti Baykar Ozdemira Bayraktara. [10]
- V květnu v roce 2022 získali litevští občané finanční prostředky ve výši 3,2 milionu USD na nákup jednoho dronu Bayraktar TB2 pro Ukrajinu. Dne 2. června pan Baykar řekl: „Litevský lid se ctí získal finanční prostředky na nákup Bayraktaru TB2 pro Ukrajinu. Jakmile se to pan Baykar dozvěděl, daroval zdarma Bayraktar TB2 Litvě a požádá, aby tyto prostředky šly na Ukrajinu na humanitární pomoc." [11]Následovaly sbírky na další drony, v nichž postupně získali litevští, polští a ukrajinští občané finanční prostředky na nákup dalších čtyř Bayraktarů pro Ukrajinu.[12] I tyto drony následně výrobce poskytl zdarma, celková částka 32 milionů dolarů z pěti sbírek tak mohla být využita na jiné účely.[13]
- Válka na Ukrajině a úspěchy ukrajinské armády vzbudily o dron veliký zájem ve světě [14]

## Uživatelé
K září 2023 byly drony Bayraktar TB2 exportovány do 31 zemí, ne všechny jsou ale veřejně známé.

Mapa znázorňující současné uživatele (tmavě modře) a budoucí uživatele (světle modře).

### Současní uživatelé:
- Ázerbájdžán – Minimálně 24 kusů, aktivně nasazeny v druhé a třetí válce o Náhorní Karabach. [16][17]
- Etiopie – V srpnu 2021 objednány 4 kusy, dodány v listopadu téhož roku.[18]
- Katar – V roce 2019 objednáno a doručeno 6 kusů.[3]
- Libye – Od listopadu 2017 bylo Tureckem i přes embargo dodáno minimálně 36 strojů, část byla v bojích ztracena.[19][20]
- Maroko – V dubnu 2021 objednáno 13 kusů,[21] později rozšířeno na celkových 19 ks.[22] První stroj dodán 21. září 2021.[23]
- Niger – V listopadu 2021 objednáno 6 kusů, doručeny v květnu 2022.[24]
- Polsko – V květnu 2021 objednáno 24 kusů.[25][26] Prvních šest TB2 bylo dodáno na počátku listopadu 2022.[27]
- Turecko – Více než 200 kusů ve službě nejen armády, ale i jiných ozbrojených složek.[3][20]
- Turkmenistán – Pravděpodobně 6 ks, dodány v roce 2021.[28][29]
- Ukrajina – V provozu od roku 2019.[30] Přesný počet dodaných ani provozovaných kusů není známý, minimum je 60 ks objednaných ještě před ruskou invazí, pravděpodobně však dodáno více.[20] Během ruské invaze na Ukrajinu bylo dodáno minimálně 35 ks, přičemž 5 ks pocházelo z crowdsourcingu a výrobce je následně poskytl zdarma, 15 ks výrobce daroval a dalších 15 ks prodal za výrobní náklady.[13][31] V bojích ztraceno minimálně 24 ks.[9]
- Kyrgyzstán – V říjnu 2021 oznámil Kamčybek Tašijev, předseda kyrgyzského Státního výboru pro národní bezpečnost, zájem země zakoupit z Turecka blíže nespecifikovaný počet bezpilotních letadel Bayraktar TB2.[32] Dodány byly minimálně 3 ks.[33][20]
- Somálsko – V roce 2021 dodán neznámý počet.[34] OSN obvinilo Turecko z porušení zbrojního embarga, to nicméně tvrdí, že drony jsou v místě používány pouze tureckou armádou. To je však v rozporu s publikovanými zprávami tureckých médií, že somálský personál absolvoval v Turecku výcvik.[35]
- Pákistán – Zájem o drony projeven 2021[36], první dodány v roce 2022.[37] V provozu minimálně 3 ks.[20]
- Džibutsko – Neznámý počet dodán 2022.[38]
- Burkina Faso – Během roku 2022 doručeno minimálně 5 ks, nasazeny do bojů proti islamistům.[39][40]
- Rwanda – V roce 2021 objednáno a v roce 2022 doručeno pravděpodobně 12 ks.[41][20]
- Togo – Neznámý počet doručen 2022.[42][20]
- Niger – V roce 2022 dodáno 6 ks.[43][20]
- Nigérie – V roce 2021 objednáno a v říjnu 2022 dodáno 6 ks.[44][20]
- Mali – V letech 2022 a 2023 dodáno 6 ks.[45]
- Spojené arabské emiráty – V září 2022 dodáno 20 ks.[46] Probíhá vyjednávání o nákupu dalších 120 ks včetně možné lokalizované výroby.[47][48]
- Kosovo – V roce 2022 objednáno a v květnu 2023 dodáno 7 ks.[49]
- Bangladéš – V prosinci 2023 dodáno 6 ks, dalších 6 ks by mělo následovat.[50][51]
- Rumunsko – Rumunské ministerstvo obrany oznámilo záměr nakoupit celkem 18 strojů v roce 2022.[52] Doručeny byly v roce 2023.[53][54]

### Budoucí uživatelé:
- Irák – V listopadu 2021 Irák podepsal smlouvu na dodání 8 strojů s opcí na další 4 ks.[55] Kdy a jestli dodávka proběhla nebylo oznámeno.
- Albánie – V roce 2021 Albánie poprvé projevila zájem,[56] v prosinci 2022 byla podepsána smlouva na 9 ks.[57] Doručení nebylo oznámeno, premiér ale v roce 2022 mluvil o „velmi brzkém“ zařazení do služby.[58]
- Kuvajt – Neznámé množství objednáno v červnu 2023.[59][60]

### Potenciální uživatelé:
- Japonsko – Podle tureckého ministra zahraničí Japonsko v roce 2022 projevilo zájem o drony Bayraktar TB2.[61] Japonská delegace také navštívila závod výrobce.[62]

- Lotyšsko – Podle tureckého deníku Daily Sabah by se Lotyšsko mohlo po Polsku a Turecku stát třetí zemí NATO provozující typ Bayraktar TB2.[63]
- Slovensko – Dle slovenského ministerstva obrany se armádní představitelé v roce 2022 zajímali o stroje TB2.[64]

### Nerealizované zakázky:
- Tunisko – Bayraktar se účastnil tendru na bojové drony pro Tunisko, nakonec však byl vybrán model Anka-S jiného tureckého výrobce TAI.[65]
- Saúdská Arábie - V květnu 2022 informoval turecký deník Hurriyet Daily News o záměru Království zakoupit TB2.[66] Později byl ale vybrán výkonnější typ Bayraktar Akıncı.[67][68]

## Specifikace

Nákres Bayraktaru TB2

Údaje dle webu výrobce:

### Technické údaje
- Personál: 3 operátoři pozemní stanice
- Rozpětí: 12 m
- Délka: 6,5 m
- Výška: 2,2 m
- Max. vzletová hmotnost: 700 kg
- Konstrukce: kompaktní trup s tlačnou vrtulí. Ocasní plochy jsou spojené do tvaru obráceného písmene V.
- Pohon: motor Rotax 912 o výkonu 105 HP s tlačnou vrtulí
- Kapacita paliva: 300 l

### Výkony
- Max. rychlost: 222 km/h
- Cestovní rychlost: 130 km/h
- Operační dostup: 5 486 m
- Maximální dostup: 7 620 m
- Vytrvalost letu: 27 h
- Operační dosah od řídicí stanice: <300 km

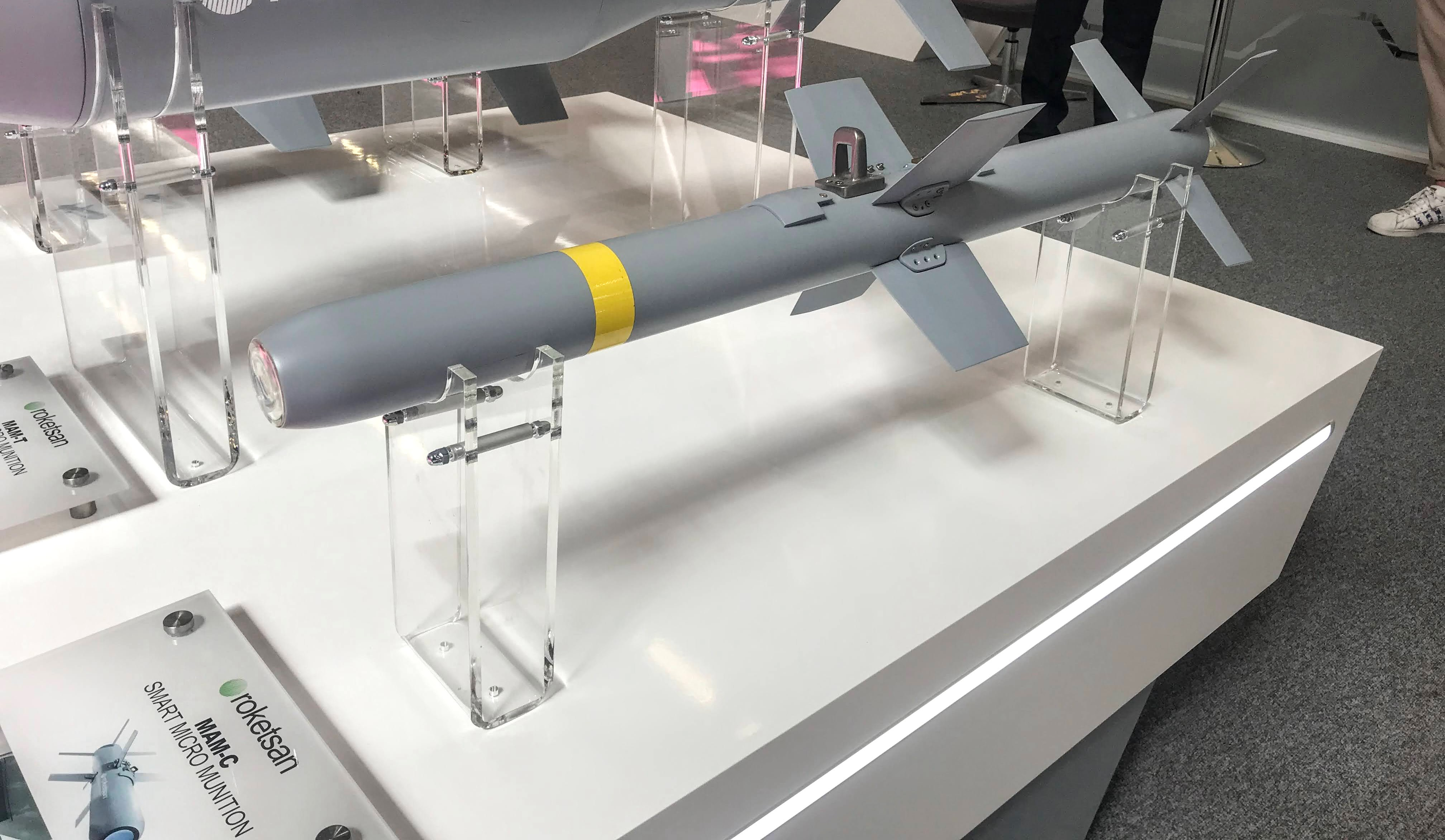
Naváděná bomba MAM-C, základní výzbroj Bayraktaru TB2

- Nosná kapacita: 150 kg

### Vybavení
- Senzorová věž s kamerou, nočním viděním a laserovým zaměřováním nebo multifunkční AESA radar
- Čtyři pevné závěsníky:
  - Klouzavé bomby[70] Roketsan MAM-C (dosah 8 km, hmotnost 6,5 kg) nebo MAM-L (dosah 15 km, hmotnost 22 kg) naváděné laserem a vybavené průbojnou, nebo tříštivo–trhavou hlavicí
  - Protitankové řízené střely L-UMTAS/Mizrak-U[71]
  - 70mm rakety Roketsan Cirit[72]
  - Laserem naváděné mini rakety Tubitak SAGE Bozok s hmotností 16 kg a dosahem 6 km[73]
  - Miniaturní střely s plochou dráhou letu Kemankeş, dolet 200 km, 6kg bojová hlavice[74]